# Philippe-Auguste Jeanron

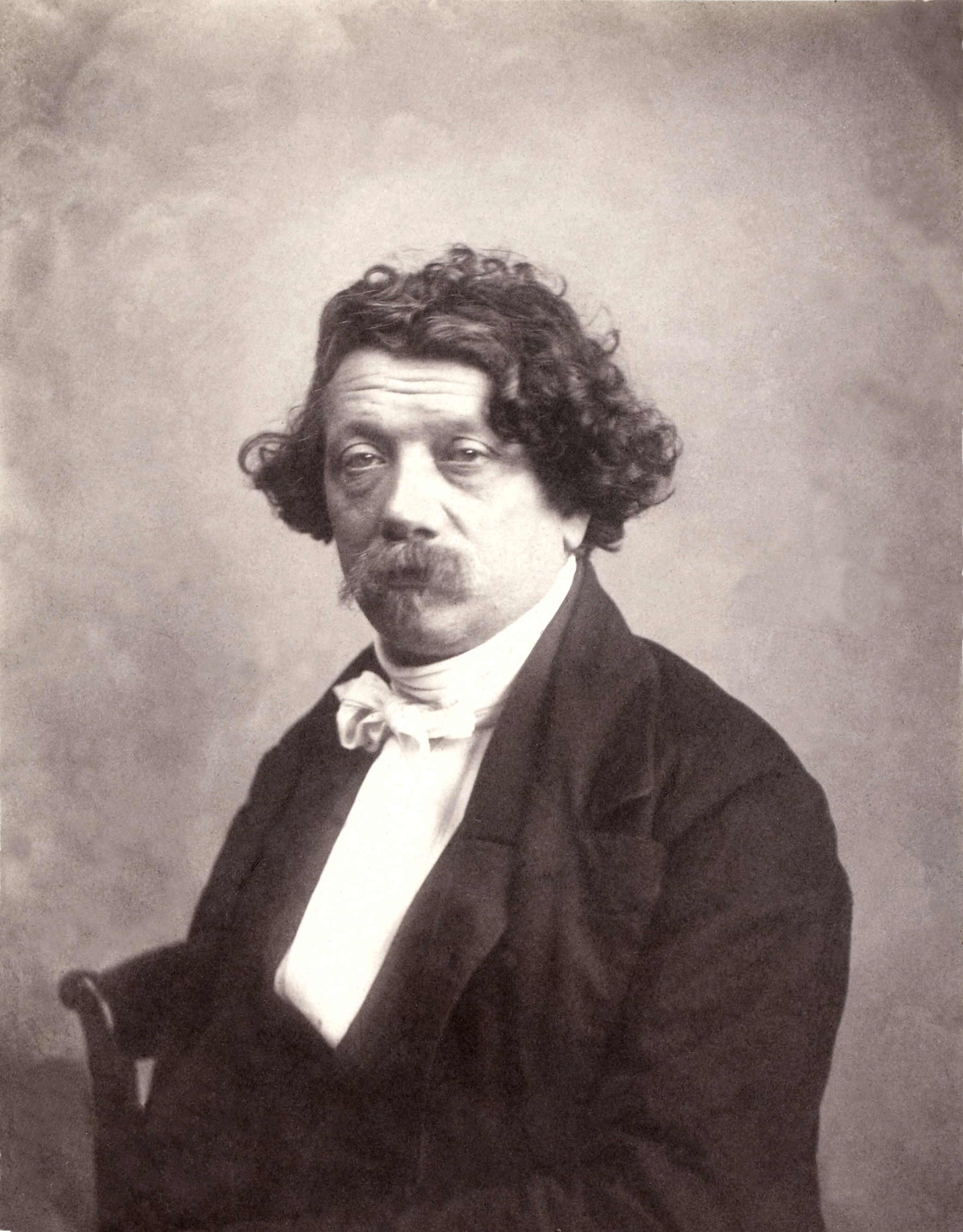
Philippe-Auguste Jeanron, fotograferad av Édouard Baldus 1853.

Philippe-Auguste Jeanron, född de 10 maj 1809 i Boulogne, död den 8 april 1877 på slottet Comborn i departementet Corrèze, var en fransk konstnär.
Jeanron försökte sig inom olika konstarter, målade, tecknade och graverade samt skrev konsthistoriska verk och politiska uppsatser med mera. Han var 1848-50 styresman för Louvren och statens övriga 
museer och utvecklade som sådan mycken energi. 